# بدترین آدم دنیا
بدترین آدم دنیا (نروژی: Verdens verste menneske) یک فیلم درام، کمدی، رومانتیک نروژی در سال ۲۰۲۱ به کارگردانی و نویسندگی یواخیم تری‌یر است. این فیلم در بخش رقابتی جشنواره کن ۲۰۲۱ حضور داشت و برنده جایزه بهترین بازیگر زن جشنواره کن شد.
از بازیگرانی که در این فیلم به ایفای نقش پرداخته‌اند، می‌توان از رنه رینسو، آندرش دانیلسن لی و هربرت نوردرام نام برد.
بدترین آدم دنیا با اکران در جشنواره‌های معتبر جهانی توانست در ۱۰۳ عنوان کاندید دریافت جایزه گردد و ۱۳ بار موفق به کسب آن شود. این فیلم همچنین در نود و چهارمین دوره جوایز اسکار نامزد دریافت دو جایزه بهترین فیلم بین‌المللی و بهترین فیلمنامه اصلی شده‌است.
بدترین آدم دنیا که فیلمی ۱۲۱ دقیقه ای در ۱۲ فصل با یک مقدمه و یک پایان است؛ با جلب نظر ۹۶٪ مخاطبان و منتقدان سایت معتبر راتن تومیتوز، توانست نمره ۷٫۹ را کسب کند. این فیلم توانست در باکس‌آفیس و در مجموع فروش جهانی، موفق به کسب ۱۰٬۹۷۲٬۲۸۰ دلار در گیشه شود.

## داستان
این فیلم بخش‌های مجزایی دارد که در ابتدای فیلم اعلام می‌شود.

### مقدمه:
«جولی» ۳۰ ساله دانشجوی برتر رشته پزشکی در اسلو است؛ او که ناامید از خود است؛ درمی‌یابد به روح علاقه دارد و نه به جسم. از طرفی جولی به عکس برداری حرفه‌ای علاقه‌مند می‌شود و هم‌زمان با کار در کتاب‌فروشی «نورلی» با یک هنرمند نقاش کمیک، به نام «اکسل» آشنا می‌شود. بعد از مدتی رابطه، اکسل ۴۴ ساله به خاطر اختلاف سنی زیاد، جولی را در انتخاب برای آینده‌اش آزاد می‌گذارد ولی جولی بازهم او را انتخاب کرده و با اکسل هم‌خانه می‌شود.

### فصل۱: دیگران
اکسل به‌همراه جولی به دیدن خانواده اکسل می‌روند؛ و با خانواده و بچه‌های آن‌ها آشنا می‌شوند. شب‌هنگام اکسل که عاشق بچه‌ها است، به جولی پیشنهاد داشتن فرزند را می‌دهد؛ که با مخالفت جولی روبه‌رو می‌شود.

### فصل۲: خیانت
بعد از شرکت در نمایشگاه آثار اکسل، جولی به بهانه رفتن به خانه، به مهمانی ناشناسی می‌رود و با پسری به نام «ایویند»، به شرط نداشتن رابطه‌جنسی و همچنین خیانت به پارتنرهایشان، تا صبح به معاشرت و رقص می‌پردازد.

### فصل۳: رابطه دهانی در زمانجنبش می‌تو
جولی با نوشتن داستانی دربارهٔ سکس دهانی و انتشار موفق آن در «سایت جوبل» که همراه با بحث‌های پرشوری در فیس‌بوک می‌شود؛ اکسل غرق شده در کار و بی‌اشتیاق را، به یک رابطه عاشقانه که اکسل از آن به عنوان ویاگرا روشنفکرانه یاد می‌کند، می‌کشاند.

### فصل۴: خانواده خودمان
جشن تولد ۳۰ سالگی جولی در خانه مادرش «ایوا» که ۲ سال است طلاق گرفته و مجرد است، برگزار می‌شود. آنها ساعتی را هم با پدر جولی که از پروستات رنج می‌برد؛ همراه با همسر جدید و دخترشان، می‌گذرانند.

### فصل۵: زمان‌بندی بد
جولی در کتاب‌فروشی محل کارش، به صورت اتفاقی به «ایویند» و دوست‌دخترش «سانیوا»، برخورد می‌کند. ایویند که هنوز به جولی فکر می‌کند، به بهانه جا گذاشتن عینکش برمی‌گردد؛ و با جولی قراری در «قنادی اپنت» که درآنجا کار می‌کند، می‌گذارد. ذهن جولی که به شدت درگیر قرار با ایویند شده، زمان را نگه می‌دارد، او در ذهنش مشتاقانه به دیدن ایویند می‌شتابد؛ و در زمان معلق، آنها مرزها را می‌شکنند و باهم به معاشقه می‌پردازند. جولی که عاشق ایویند شده‌است؛ در صحبت با اکسلِ متعجب و نگران، از زمان‌بندی بد در برخوردشان می‌گوید و با مخفی کردن عشقش به ایویند و بعد از برقراری آخرین سکس با اکسل و با اطمینان از اینکه پشیمان خواهد شد، او را ترک می‌کند.

### فصل۶: کوهستانفینمارک
از طرفی هم‌زمان، سانیوا که بعد از رفتن به کوهستان فینمارک متوجه ژن شمالی خود شده بود، زندگی متفاوت و خسته‌کننده‌ای را با ایویند می‌گذراند.

### فصل۷: یک فصل جدید
بالاخره ایویند و جولی به هم می‌پیوندند و با هم سکس می‌کنند. ایویند نیز با ترک سانیوا، با جولی هم‌خانه می‌شود.

### فصل۸: سیرک خودپرستانهٔ جولی
«آدل» که به همراه دوست‌دخترش مهمان ایویند و جولی است، جعبه ماشروم مجیک ایویند را پیدا می‌کند. آنها با مصرف قارچ، مسموم شده و دچار توهم می‌شوند. جولی که خود را برهنه کرده، صحنه‌های رقت‌باری را از خود و اطرافیانش می‌بیند.

### فصل۹: بابکت کریسمس را خراب می‌کند
جولی درمی‌یابد که پس از جدایی از اکسل، کمیک‌های او با انتقادهایی جدی از سوی منتقدان روبه‌رو شده‌است.

### فصل۱۰: اول‌ شخص منفرد
جولی در برخورد با مردی از فامیل‌های اکسل متوجه می‌شود که اکسل به سرطان پانکراس فزاینده و غیرقابل درمان، مبتلا شده‌است. او که از لحاظ روحی آشفته شده، با ایویند بر سر مطالعهٔ بدون اجازهٔ یکی از داستان‌هایش که آن را دور انداخته‌است، علی‌رغم تحسین آن توسط ایویند، به مشاجره می‌پردازد.

### فصل۱۱: مثبت
تست حاملگی جولی مثبت می‌شود. جولی به دیدن اکسل در بیمارستان می‌رود و باهم به درددل کردن و صحبت دربارهٔ بارداری جولی می‌پردازند. اکسل، جولی را به نگه‌داشتن بچه ترغیب می‌کند. درنهایت جولی اعتراف می‌کند، که در زمان جدایی با ایویند آشنا بوده‌است. جولی بارداری‌اش را با ایویند در میان می‌گذارد و ایویند به او اطمینان خاطر می‌دهد.

### فصل۱۲: همه چیز به پایان می‌رسد
جولی برای عکس‌برداری به خانه محل تولد اکسل که حالا شیمی‌درمانی را شروع کرده‌است، می‌رود. اکسل از جولی درخواست غیرممکنی می‌کند؛ و از او می‌خواهد در پایان عمرش با او در آپارتمانش زندگی کند. اما با مرگ اکسل همه چیز به پایان می‌رسد. رحم جولی نیز با خونریزی، موفق به نگه‌داشتن فرزندش نمی‌شود.

### پایان:
در پایان جولی را می‌بینیم که عکاس سینما است و از پنجره محل کارش، ایویند را می‌بیند که با همسر جدید و فرزندشان در حال عبور از خیابان هستند.

## بیانیه کارگردان
یواخیم تری‌یر می‌نویسد «مدت‌ها بود که می‌خواستم فیلمی در مورد عشق بسازم. فیلمی که کمی عمیق تر از داستان‌های عاشقانه معمولی، برای نمایش باشد؛ جایی که همه چیز بسیار ساده است؛ داستان‌ها و احساسات بسیار واضح هستند. فیلم به طور جدی به مشکلات ملاقات افراد با هم می‌پردازد، زمانی که در تلاش برای کشف زندگی خود هستند. اینکه حتی منطقی‌ترین و غیرممکن‌ترین افراد وقتی عاشق می‌شوند، چقدر می‌توانند بی‌مصرف و نامطمئن شوند؛ و چقدر پیچیده‌است؛ حتی برای رمانتیک‌ها، زمانی که آنها واقعاً به آنچه در رویاهایشان بوده‌اند، می‌رسند.»